# Dieter Eichler
Dieter Eichler (* 18. Februar 1954) war Fußballspieler in der DDR. Für den 1. FC Union Berlin spielte er kurze Zeit in der DDR-Oberliga, der höchsten Spielklasse des DDR-Fußball-Verbandes.

## Sportliche Laufbahn
Eichler begann 1962 seine Fußball-Laufbahn in der Sportgemeinschaft von Niederlehme, südöstlich von Berlin. Als 15-Jähriger wechselte er 1969 zur Nachwuchsabteilung des 1. FC Union Berlin, wo er zunächst in der Jugend- und ein Jahr später in der Juniorenmannschaft spielte. Bereits als 18-Jähriger wurde Eichler in der Oberligamannschaft des 1. FC Union eingesetzt. Sein erstes Oberligaspiel bestritt er am 21. Oktober 1972 in der Begegnung des 6. Spieltages der Saison 1972/73 Union Berlin – Sachsenring Zwickau (1:0). Er wurde in der 32. Minute für den verletzten Mittelfeldspieler Wolfgang Juhrsch eingewechselt. Danach kam Eichler während der Saison noch in weiteren fünf Oberligaspielen als Einwechsler zum Zuge. Am Saisonende stieg Union in die DDR-Liga ab, in der sie bis 1976 verblieb. Eichler spielte noch bis 1975 für den Berliner Klub und hatte seine beste Saison 1974/75, als er 19 der 22 DDR-Liga-Punktspiele bestritt. Anschließend bestritt er noch drei Spiele für Union in der Aufstiegsrunde zur Oberliga, erlitt aber nach dem am 17. Mai 1975 stattgefundenen Spiel Union Berlin – Chemie Leipzig (1:1) einen Verkehrsunfall, deren Folgen seine Laufbahn als Fußballspieler beendeten. Von 1972 bis 1975 hatte er für den 1. FC Union Berlin 48 Pflichtspiele bestritt, in denen er neun Tore erzielte. Neben seinen sechs Oberligaspielen ohne Torerfolg spielte er 37-mal in der zweitklassigen DDR-Liga mit acht Toren und in fünf Begegnungen um den DDR-Fußballpokal, in denen er ein Tor erzielte.